# دونالد كامبل (عداء سريع)
دونالد كامبل (بالإنجليزية: Donald Campbell)‏ هو عداء سريع أمريكي، ولد في 9 أبريل 1926.